# Morón de la Frontera
Morón de la Frontera je španělské město v provincii Sevilla v autonomním společenství Andalusie. Žije zde přibližně 27 tisíc obyvatel.

## Poloha
Obec leží na jihu provincie Sevilla u hranic s provincií Cádiz. Sousední obce jsou: Arahal, Coripe, Olvera (Cádiz), Paradas, Pruna, La Puebla de Cazalla, Puerto Serrano (Cádiz), Marchena a Montellano.